# Gadilidae
Gadilidae là một họ của lớp Scaphopoda trong bộ Gadilida.

## Cácchi
- Bathycadulus Scarabino, 1995
- Cadulus Philippi, 1844
- Dischides Jeffreys, 1867
- Gadila Gray, 1847
- Polyschides Pilsbry & Sharp, 1898
- Sagamicadulus Sakurai & Shimazu, 1963
- Siphonodentalium M. Sars, 1859
- Striocadulus Emerson, 1962